# بيني هندرسون
بيني هندرسون (بالإنجليزية: Benny Henderson)‏ هو لاعب كرة قدم أيرلندي، ولد في 1926، وتوفي في 1993. لعب مع نادي بوهيميان.

## وصلات خارجية
- بيني هندرسون على موقع عالم كرة القدم.نت (الإنجليزية)